# فرودگاه سانتا مارایا د مولگجی
فرودگاه سانتا مارایا د مولگجی (به انگلیسی: Santa María de Mulegé Airport) یک فرودگاه همگانی است که یک باند فرود خاک دارد و طول باند آن ۱۳۵۰ متر است. این فرودگاه در شهر سانتا روزالیا کشور مکزیک قرار دارد.